# Mydaea insons
Mydaea insons este o specie de muște din genul Mydaea, familia Muscidae. A fost descrisă pentru prima dată de Giglio-tos în anul 1893. Conform Catalogue of Life specia Mydaea insons nu are subspecii cunoscute.